# Beit Chaggai
Beit Chaggai (hebräisch בֵּית חַגַּי) ist eine israelische Siedlung im Westjordanland. Die Siedlung wurde 1984 gegründet und gehört zur Regionalverwaltung Har Chevron. Sie liegt südlich von Hebron.

## Name
Der Name der Siedlung setzt sich aus den Anfangsbuchstaben der Vornamen von drei jüdischen Jungen zusammen, die 1980 in Hebron ermordet wurden: Chanan Krauthammer (hebräisch חנן קרוטהמר), Gerschon Klein (hebräisch גרשון קליין) und Jaakow Zimmerman (hebräisch יעקב צימרמן).  Diese drei Buchstaben ergeben gleichzeitig in Hebräisch auch den Namen des Propheten Chaggai.

## Geschichte
Beit Chaggai wurde 1984 von ehemaligen Klassenkameraden der Opfer und ihren Familien mit Unterstützung von Amana, einer Organisation, die mit Gusch Emunim in Verbindung steht, gegründet.
1991 gewährte Beit Chaggai eine 49-jährige Pacht für den Betrieb des größten Steinbruchs im Westjordanland. Die Pachteinnahmen machen fast 80 % der Einnahmen der Gemeinde aus.
2006 wurde die Ortschaft erweitert. Unter anderem siedelten sich Familien aus Kfar Darom an, die aus dem Gazastreifen evakuiert wurden.
Am 31. August 2010 wurden die vier Einwohner, Yitzhak und Tali Ames, Kochava Even Chaim und Avishai Schindler von palästinensischen Terroristen erschossen, als sie in der Nähe der Siedlung in einem Auto fuhren.

## Jugenddorf
Das Jugenddorf wurde 1989 gegründet, als die Siedlung erweitert und neue Wohnhäuser gebaut wurden. In den freigewordenen Häusern und Einrichtungen der Gründungszeit wurde das Jugenddorf eingerichtet. Das Jugenddorf Beit Chaggai ist Heimat für etwa 50 Jungen im Alter zwischen zwölf und 18 Jahren, die aus schwierigen familiären und sozialen Verhältnissen kommen.

## Einwohner
Das israelische Zentralbüro für Statistik gibt bei den Volkszählungen vom 4. November 1995 und vom 28. Dezember 2008 für  Beit Chaggai folgende Einwohnerzahlen an:
| Jahr der Volkszählung | 1995 | 2008 |
| Anzahl der Einwohner  | 240  | 552  |